# Языки Хорватии
Наиболее распространённым языком Хорватии является хорватский язык, на нём говорит 96,1 % населения страны, на сербском языке говорит 1 % населения, ещё 2,9 % составляют люди, для которых родными являются итальянский, венгерский, чешский, словацкий, словенский и немецкий языки. В некоторых деревнях Истрии говорят на истророманском и истрорумынском языках.
В хорватском языке существует три разговорных диалекта: штокавский (57 % говорящих), кайкавский (31 % говорящих) и чакавский (12 % говорящих). Штокавское наречие распространено на северо-востоке и центре страны, а также в ряде регионов Адриатического побережья. На чакавском диалекте говорят жители Истрии, Адриатического побережья и большинства островов Адриатического моря. На кайкавском диалекте говорят в северной и центральной частях Хорватии, а также в северной и северо-восточной частях Приморско-Горанской жупании.
Языки меньшинств имеют официальный статус в местах их компактного проживания. На 2009 год сербский язык был признан официальным в 16 муниципалитетах (город Вуковар, общины Борово, Маркушино, Трпиня, Бискупия, Цивляне, Кистане, Двор, Гвозд, Маюр, Эрдут, Ягодняк, Крняк, Войнич, Шодоловци и Негославци). Венгерский язык имеет официальный статус в общинах Биле (в трех её населенных пунктах), Тординци (населенный пункт Короджь), Кнежеви Виногради, Томпоевци (отдельные населенные пункты). Русинский имеет официальный статус в отдельных пунктах общины Томпоевци и в пункте Петровци общины Богдановци, а чешский в общине Кончаница и в городе Дарувар.